# Barbonymus gonionotus
Barbonymus gonionotus är en fiskart som först beskrevs av Bleeker, 1850.  Barbonymus gonionotus ingår i släktet Barbonymus och familjen karpfiskar. IUCN kategoriserar arten globalt som livskraftig. Inga underarter finns listade.

## Bildgalleri

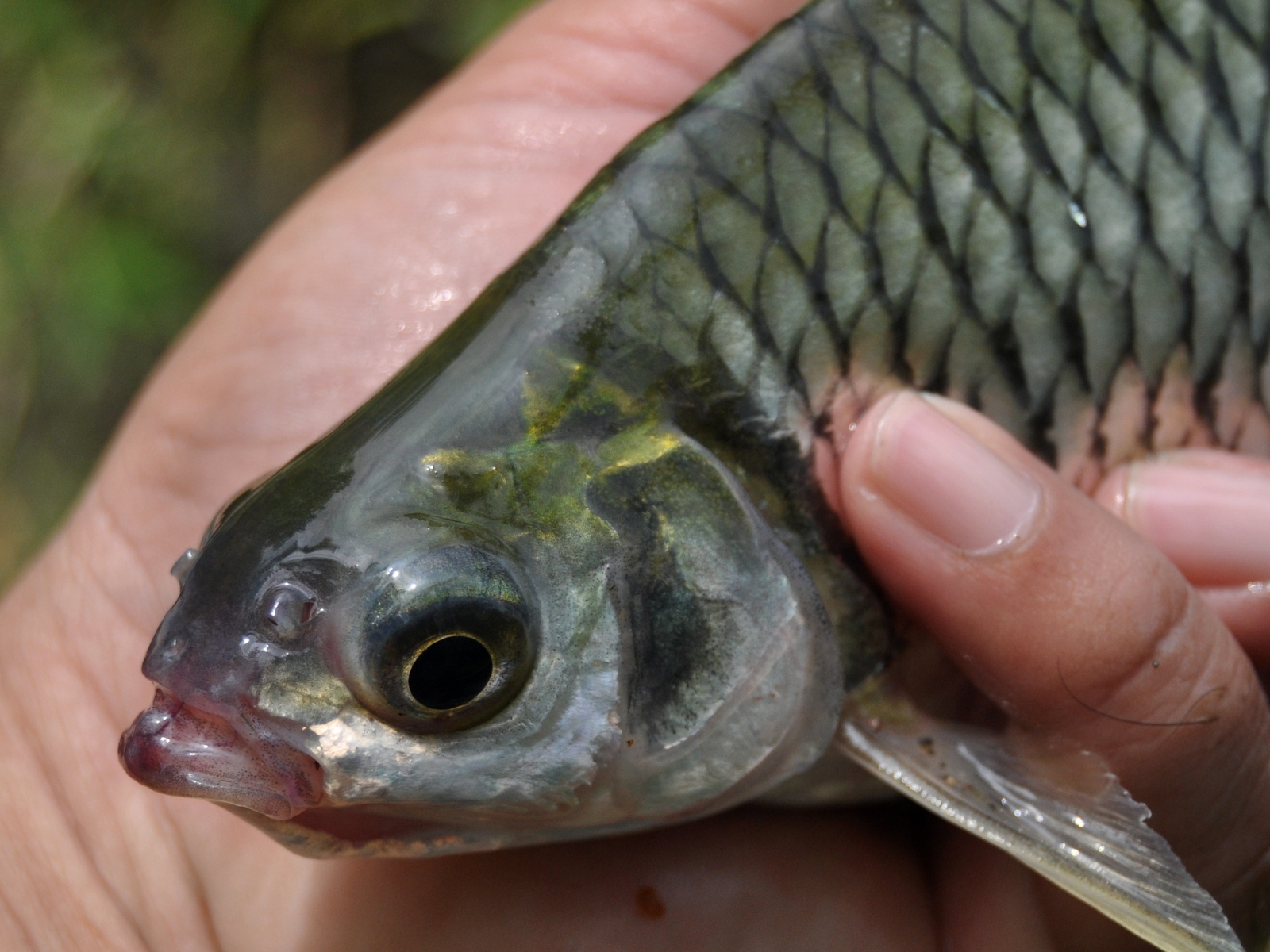
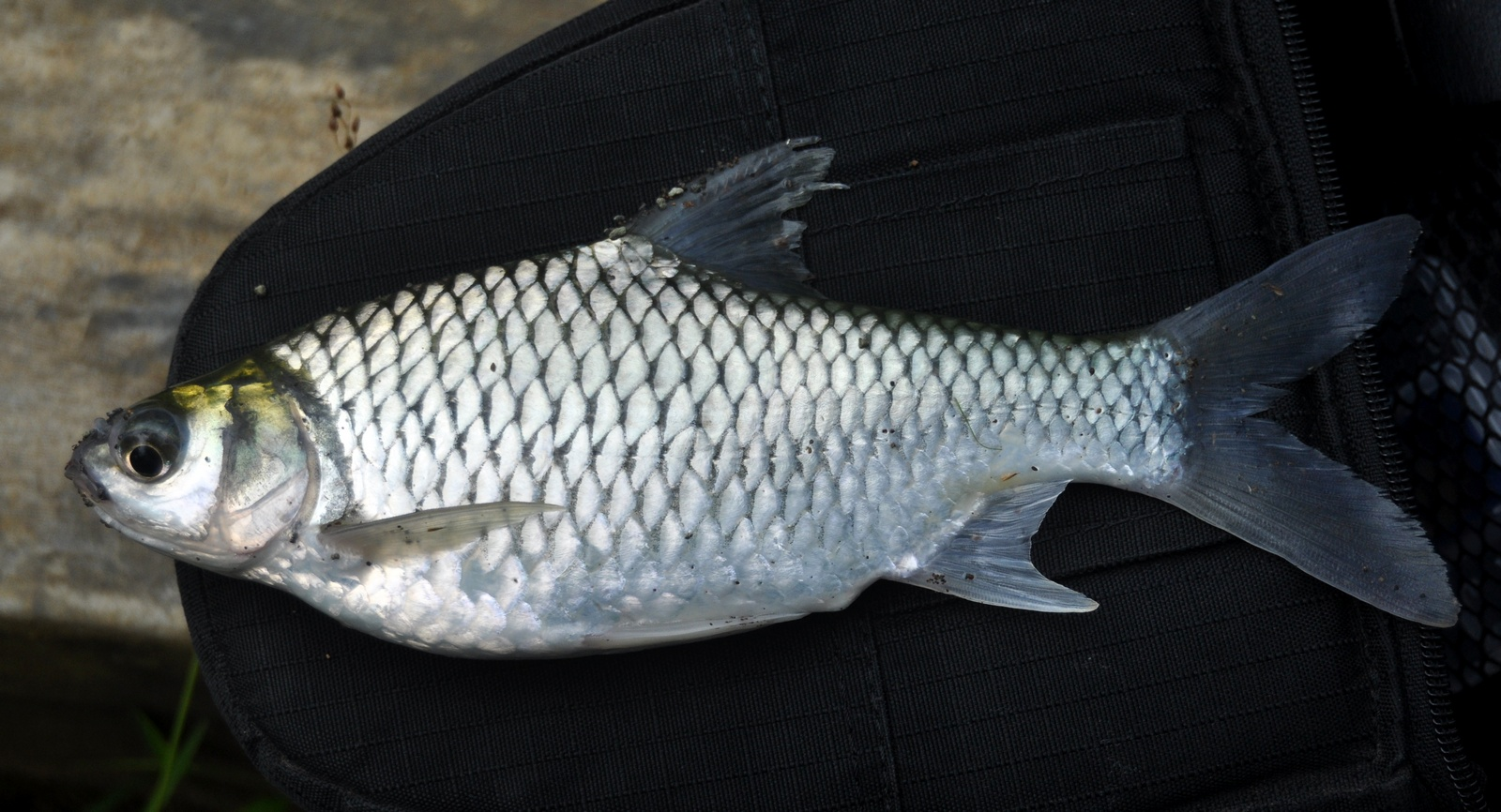
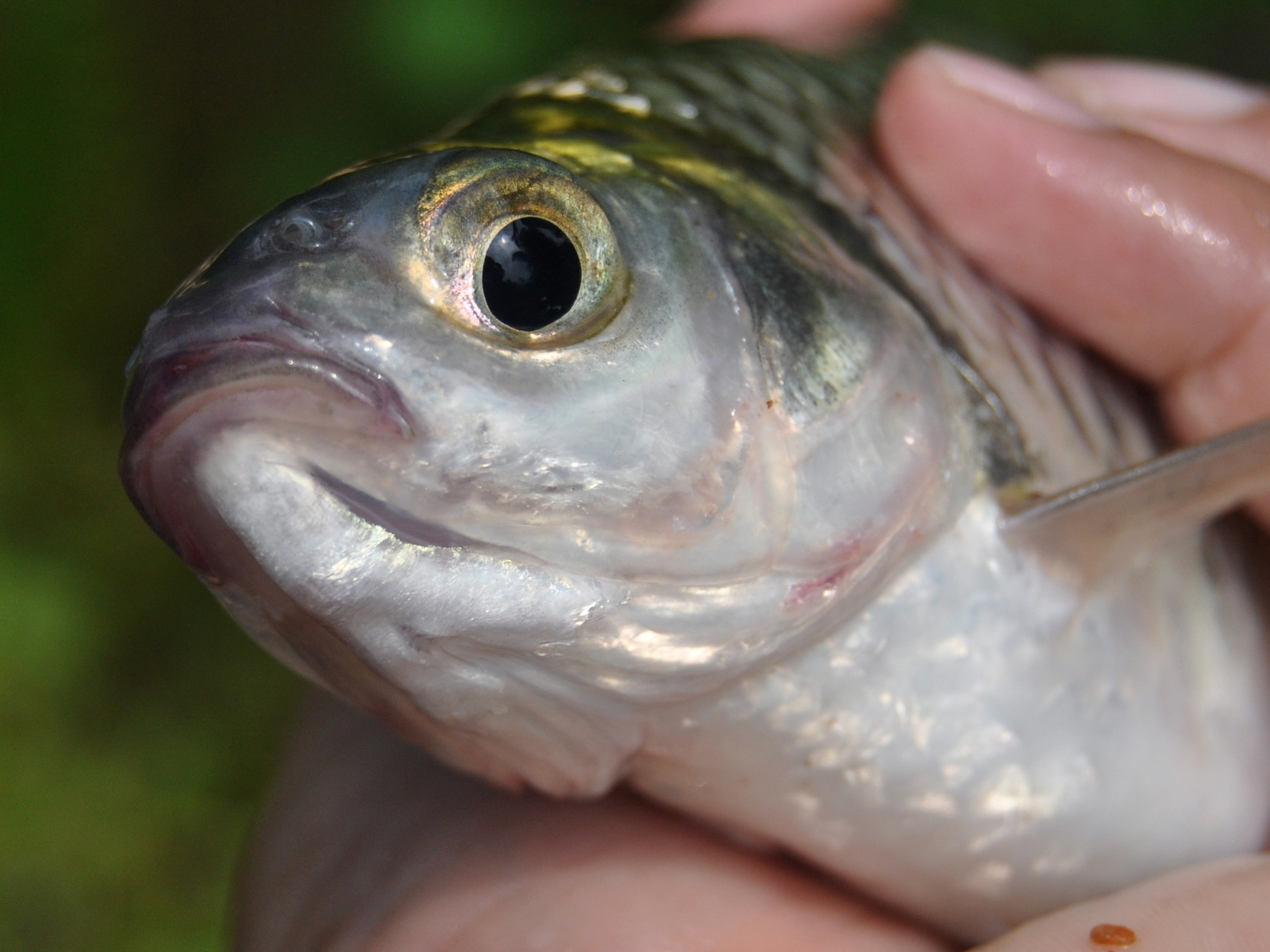
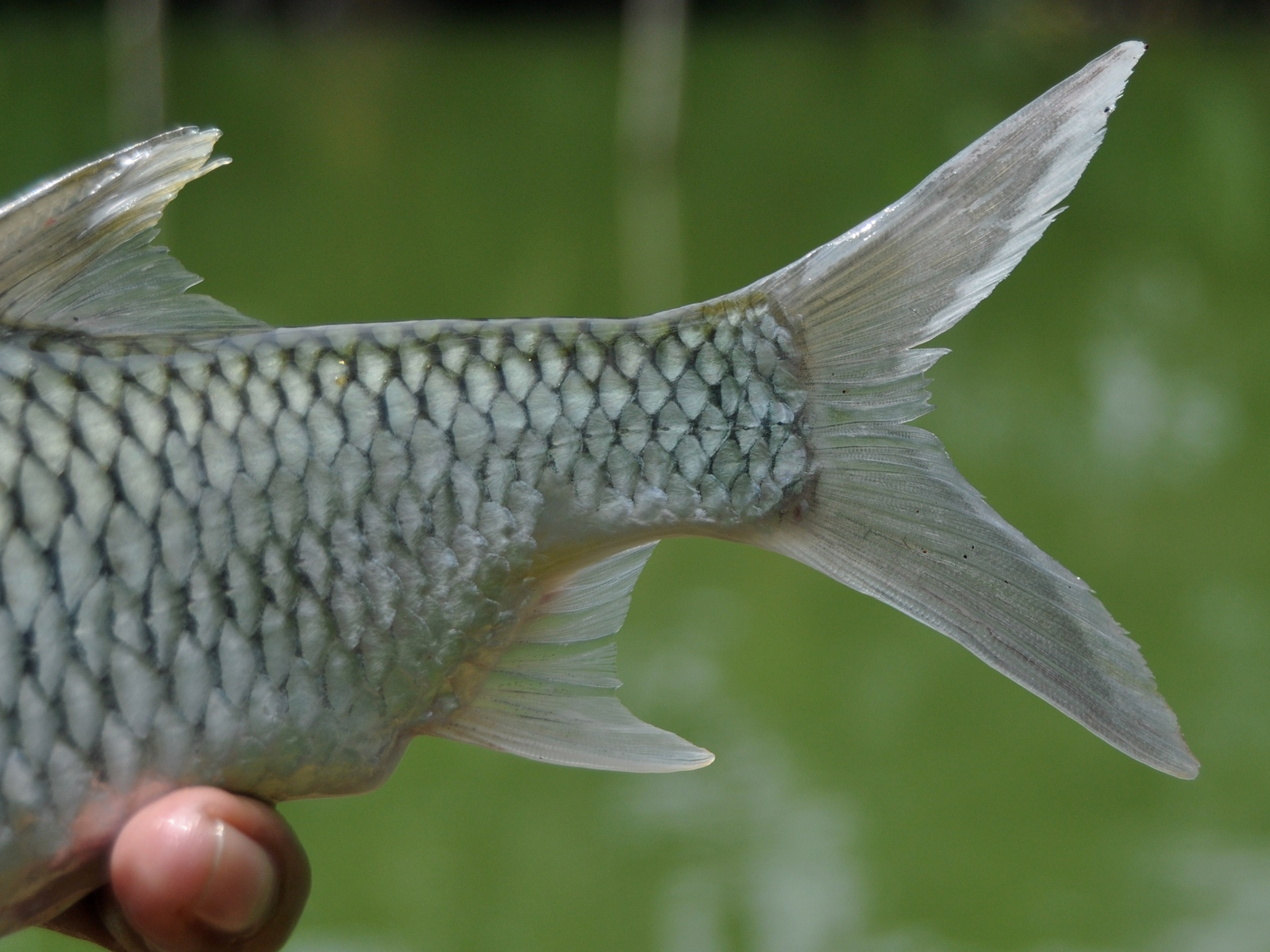
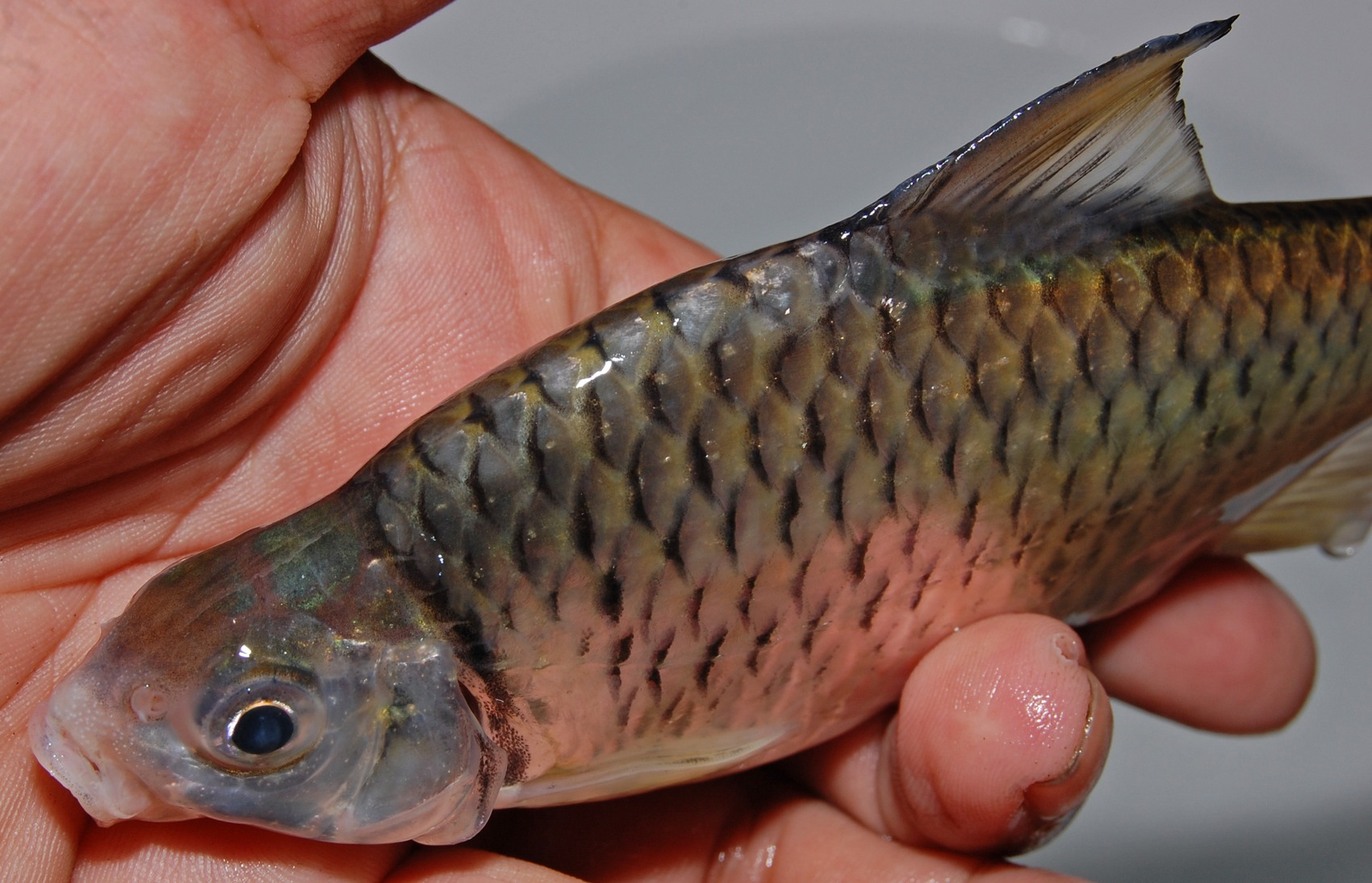
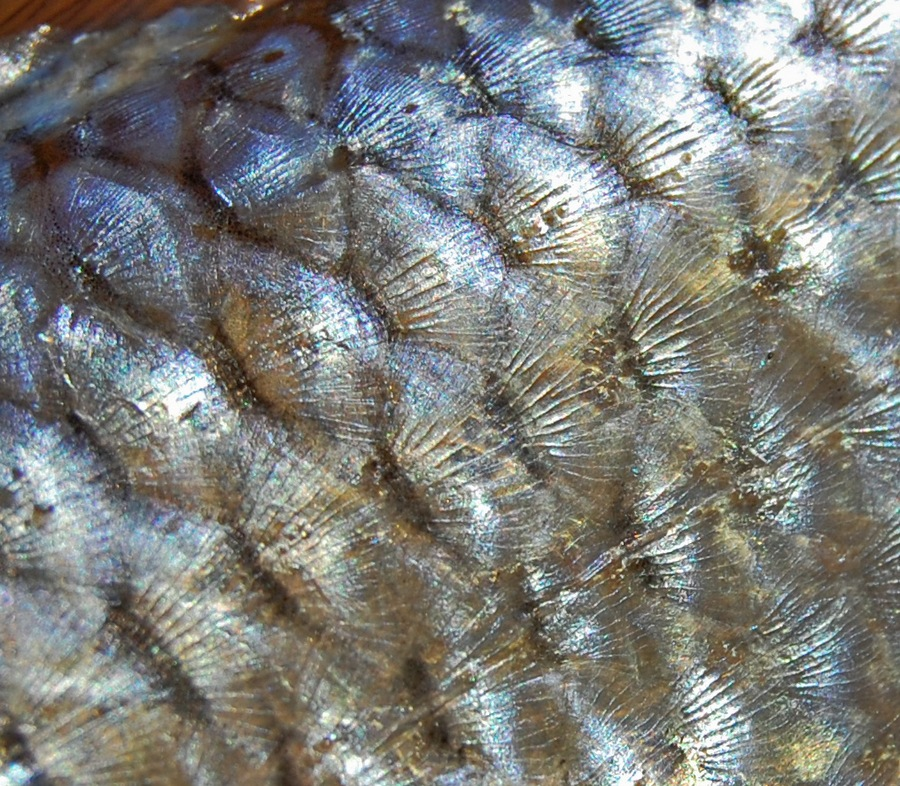